# Ивахненко, Надежда Васильевна
Надежда Васильевна Ивахненко (1929—?) — советский работник сельского хозяйства, звеньевая совхоза, Герой Социалистического Труда.

## Биография
Родилась в 1929 году в хуторе Карповка Ростовской области.
В возрасте 15 лет начала работать на огороде совхоза «Ажиновский» Багаевского района Ростовской области во время Великой Отечественной войны, сразу после освобождения хутора. Позднее возглавила звено в этом же хозяйстве.
Являлась инициатором строительства первых парников для выращивания рассады в совхозе. Руководимое ею звено получало по 300 центнеров перца с каждого гектара. Это был лучший результат не только в районе, но и в области. В 1973 году с каждого гектара земли звеном было собрано по 400 центнеров капусты, 201 центнер лука и по 200 центнеров моркови. Совхоз получил овощей с каждого гектара на 40 процентов больше, чем раньше. За высокие достижения в труде неоднократно награждалась орденами и медалями, дважды удостаивалась звания «Мастер высоких урожаев». За десятую пятилетку (1976-1980) звено Ивахненко сдало государству 3625 тонн огородной продукции при плане 2980 тонн. 2-го отделения совхоза «Ажиновский» Багаевского района Ростовской области.

## Награды
- Указом Президиума Верховного Совета СССР от 13 марта 1981 года «за выдающиеся успехи, достигнутые в выполнении заданий десятой пятилетки и социалистических обязательств по увеличению производства и продажи государству продуктов земледелия и животноводства» Надежде Васильевне Ивахненко было присвоено звание Героя Социалистического Труда с вручением ордена Ленина и золотой медали «Серп и молот».[2]
- Награждена 2 орденами Ленина (07.12.1973, 13.03.1981), орденом Трудового Красного Знамени (08.04.1971), медалями, а также 2 бронзовыми медалями ВДНХ СССР..